# Festival de música de Kíiv
Kyiv Music Fest (en ucraïnès: Київ Музик Фест), és un festival de música internacional anual a Kíiv, Ucraïna, que perfila la música clàssica ucraïnesa moderna amb l'objectiu de promoure els músics ucraïnesos en el context de l'art mundial. Els cofundadors del festival, finançat per l'estat, són el Ministeri de Cultura d'Ucraïna i la Unió Nacional de Compositors d'Ucraïna.
El festival es celebra anualment de finals de setembre fins a principis d'octubre. El programa del festival consisteix en obres de compositors moderns ucraïnesos i estrangers, solistes i grups de música.

## Antecedents
Els principals escenaris del festival inclouen l'Òpera Nacional d'Ucraïna, el Conservatori Nacional de Música d'Ucraïna, el Saló Nacional de Música de Cambra i Òrgan d'Ucraïna (Catedral de Sant Nicolàs), la Filharmònica Nacional d'Ucraïna, i la Casa dels Científics de Kíiv de l'Acadèmia Nacional de Ciències d'Ucraïna.

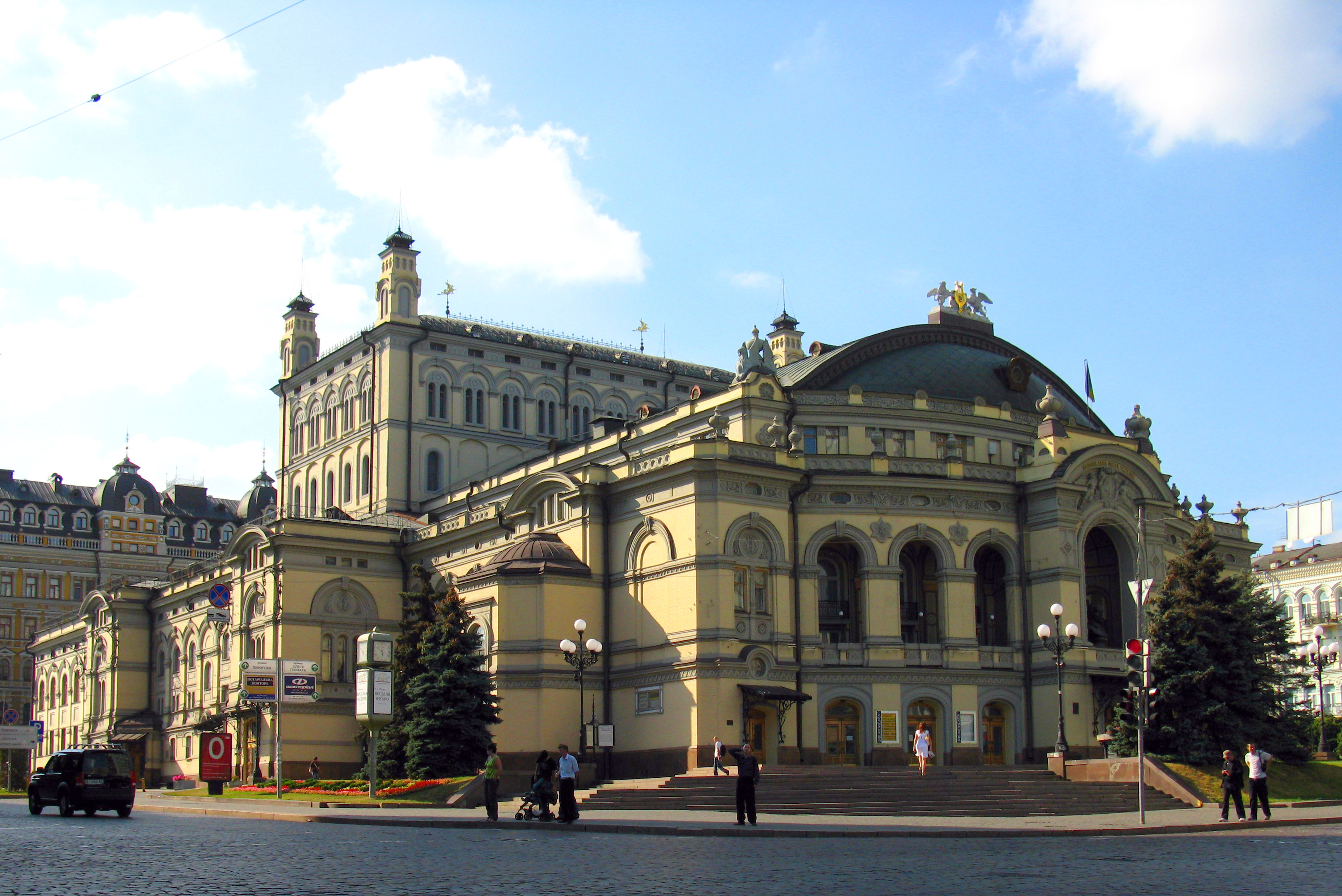
Òpera Nacional d'Ucraïna, un dels llocs que se solen utilitzar en el festival

## Història
El primer festival "Kyiv Music Fest" es va dur a terme el 1990. Va ser iniciat pel destacat compositor ucraïnès Ivan Karabyts, qui es va convertir en el director musical del festival de 1990 a 2001. De 2002 a 2005 i de 2013 a 2019, el director musical del festival va ser Myroslav Skoryk, i en els anys 2006-2011 va ser Ivan Nebesnyy; des de 2020 hi trobem a Ihor Shcherbakov.

### Versions i programes
- I Festival Internacional de Música de Kíiv '90 (6–13 octubre 1990) — Programa
- II Festival Internacional de Música de Kíev '91 (5–12 octubre 1991) — Programa
- III Festival Internacional de Música de Kíev '92 (3–10 octubre 1992) — Programa
- IV Festival Internacional de Música de Kíev '93 (2–9 octubre 1993) — Programa
- V Festival Internacional de Música de Kíev '94 (1–8 octubre 1994) — Programa
- VI Festival Internacional de Música de Kíev '95 (September 30 — octubre 7, 1995) — Programa
- VII Festival Internacional de Música de Kíev '96 (27 September — 5 octubre 1996) — Programa
- VIII Festival Internacional de Música de Kíev'97 (setembre 27 — octubre 4, 1997) — Programa
- IX Festival Internacional de Música de Kíev '98 (27 setembre — 3 octubre 1998) — Programa
- X Festival Internacional de Música de Kíev '99 (25 setembre — 2 octubre 1999) — Programa
- XI Festival Internacional de Música de Kíev 2000 (23–30 setembre 2000) — Programa
- XII Festival Internacional de Música de Kíev 2001 (setembre 22 — octubre 1, 2001) — Programa
- XIII Festival Internacional de Música de Kíev 2002(21–29 setembre 2002) — Programa
- XIV Festival Internacional de Música de Kíev 2003 (setembre 27 — octubre 4, 2003) — Programa
- XV Festival Internacional de Música de Kíev 2004
- XVI Festival Internacional de Música de Kíev 2005 (setembre 24 — octubre 2, 2005)
- XVII Festival Internacional de Música de Kíev 2006 — Programa
- XVIII Festival Internacional de Música de Kíev 2007 (setembre 28 — octubre 7, 2007) — Programa
- XIX Festival Internacional de Música de Kíev 2008 (setembre 27 — octubre 5, 2008) — Programa
- XX Festival Internacional de Música de Kíev 2009 (setembre 25 — octubre 4, 2009) — Programa
- XXI Festival Internacional de Música de Kíev 2010 (setembre 25 — octubre 3, 2010) — Programa
- XXII Festival Internacional de Música de Kíev 2011 (setembre 24 — octubre 2, 2011) — Programa
- XXIII Festival Internacional de Música de Kíev 2012 (setembre 27 — octubre 8, 2012) — Programa
- XXIV Festival Internacional de Música de Kíev 2013 (setembre 26 — octubre 6, 2013) — Programa
- XXV Festival Internacional de Música de Kíev 2014 (setembre 24 — octubre 5, 2014) — Programa
- XXVI Festival Internacional de Música de Kíev 2015 (setembre 26 — octubre 4, 2015) — Programв
- XXVII Festival Internacional de Música de Kíev 2016 (octubre 1 — octubre 9, 2016) — Programa Arxivat 2021-09-20 a Wayback Machine.
- XXVIII Festival Internacional de Música de Kíev 2017 (setembre 30 — octubre 8, 2017) Programa
- XXIX Festival Internacional de Música de Kíev 2018 (setembre 29 — octubre 8, 2018) Program Programa
- XXX Festival Internacional de Música de Kíev 2019 (setembre 27 — octubre 7, 2019) [1]Programa
- XXXI Festival Internacional de Música de Kíev 2020 (setembre 26 — octubre 4, 2020) Programa